# Penfigoide bolhoso
Penfigoide bolhoso é uma doença auto-imune que provoca bolhas.
Penfigoide bolhoso é uma doença não tão perigosa como o pênfigo, mas ela pode persistir por muito tempo. Esta doença geralmente acomete as pessoas de idade avançada.
As bolhas tem características duras e esticadas e a pele em volta, adquirem uma cor avermelhada e pode ficar inflamada. Estas bolhas não aparecem na boca. O penfigóide bolhoso costuma causar prurido (coceira ou comichão). A presença dessas bolhas e vermelhidão podem ser os únicos sintomas.

## Diagnóstico e tratamento
Um exame realizado no microscópio e outros tipos de testes imunológicos da pele para detectar a presença de anticorpos facilita ao médico chegar á um diagnóstico definitivo sobre a doença.
Comumente, aplica-se um corticosteroide por via oral para suspender a reação do sistema imunológico e controlar a doença. Inicia-se, com aplicações de doses elevadas e após algumas semanas, diminui-se a dose.